# Ілля Муромець (літак)
«Ілля́ Му́ромець» (рос. Илья Муромец; С-22 «Ілля Муромець») — загальна назва декількох серій чотиримоторних біпланів, що випускалися в Російській імперії на Російсько-Балтійському вагонному заводі протягом 1913—1918 років. Уперше в світовій практиці в даних літаках був застосований суцільний фюзеляж, який містить кабіну в обтічному корпусі. Цей літак поставив низку рекордів: вантажопідіймальності, числа пасажирів, часу і максимальної висоти польоту. Є першим у світі бомбардувальником, який вироблявся масово.

## Прототип
Польоти «Руського Витязя» повністю підтвердили можливість створення важких багатомоторних літаків, і свою зацікавленість в таких апаратах виявило військове міністерство. З серпня 1913 року на Російсько-Балтійському вагонному заводі (РБВЗ) розпочали будівництво прототипу нового чотиримоторного важкого аероплана, який отримав назву на честь руського билинного богатиря «Ілля Муромець» (воно стало загальною назвою для різних модифікацій цієї машини, що будувалася на заводі з 1913 по 1917 рік). Прототип за № 107 був готовий у грудні 1913 р. і 23 числа здійснив перший політ. На цьому апараті між коробкою крил і оперенням було середнє крило з кабанами (брусами) для кріплення розчалок, а під фюзеляжем було зроблено додаткове середнє шасі. Середнє крило себе не виправдало і його незабаром зняли. Після вдалих випробувань і ряду досягнень першого побудованого апарата типу «Ілля Муромець» № 107 Головне Військово-технічне Управління (ГВТУ) уклало 12 травня 1914 року контракт № 2685/1515 з РБВЗ на виробництво ще 10 аеропланів цього типу.

## Перша серія

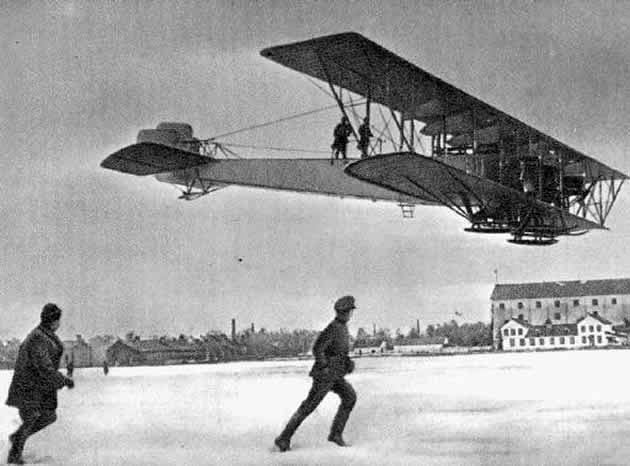
Прогулянкова палуба на даху салону, під час польоту туди могли виходити пасажири.

У квітні 1914 р. поза майбутнім контрактом ГВТУ-РБВЗ був побудований другий екземпляр за № 128 на якому були потужніші двигуни типу «Аргус» — 2 по 125 к. с. і 2 по 140 к. с. Корабель отримав почесне найменування «Київський» на честь знаменного червневого перельоту Санкт-Петербург — Київ — Ново-Сокільники — Санкт-Петербург. Першими пілотами повітряних кораблів стали інструктори Гатчинської авіашколи. Пілотуванню їх вчив особисто конструктор Ігор Сікорський на кораблі «Київському», який згодом став навчальним. У липні школа за готівку придбала цей літак.
Незабаром почалася війна, і Військове відомство стало квапити із побудовою десяти замовлених кораблів. У липні 1914 р. був затверджений штат № 7 Команди для аероплана типу «Ілля Муромець», що складалася з 4 офіцерів, 1 військового чиновника і 40 нижніх чинів. На апарат передбачалося потужне озброєння: 37 мм гармату Гочкіса (Hotchkiss), 2 кулемети «Максим» (Maxim), 2 рушниці-кулемета «Мадсен» (Madsen) і 2 пістолети «Маузер».
Один корабель прирівнювався до польового загону і виділявся у розпорядження штабам армій і фронтів.
5 серпня 1914 р. начальникові авіаційного відділу Офіцерської Повітроплавальної Школи в Гатчині, полковникові С. А. Ульяніну доручили формування перших чотирьох команд, а з вересня ще трьох. Командиром 1-го повітряного корабля був призначений штабс-капітан Е. В. Руднєв, 2-го — поручник А. В. Панкратьєв, 3-го — штабс-капітан С. М. Бродович і 4-го — поручик С. К. Модрах.
Ще до відправлення на фронт першого корабля, в серпні на ньому була випробувана 37 мм гармата Гочкіса, яка була встановлена на кулеметно-гарматному майданчику. За задумом гармата призначалася для боротьби з німецькими дирижаблями — «Цепелінами». Випробування були визнані незадовільними: при вазі в 6 пудів і скорострільності 10 пострілів на хвилину, гармата вимагала двох осіб для обслуги — навідника і піднощика снарядів, яких було 15 штук, та і їх розліт становив 200—250 м. Вже в Ескадрі в січні 1915 р. пробували іншу, на п'ятому кораблі, 3-дюймову гармату системи полковника Ґельвіґа, яку прислали з Головного Артилерійського Управління. Вона була безвідкотною, з додатковим стволом, прямо протилежним (опозитним) головному. При пострілі з головного дула вилітав бойовий снаряд, а з додаткового — пиж, це виключало відкіт ствола. Але від неї теж відмовилися через велику вагу, малу скорострільність і низьку ефективність стрільби.
З липня по вересень 1914 р. було виготовлено 5 апаратів типу Б № 135—138 і 143, що отримали відповідно найменування кораблів з I по V. Після численних доопрацювань і установки озброєння дві машини в серпні були готові до відправлення на фронт. Вранці 31 серпня «Ілля Муромець I» Е. В. Руднєва вилетів в Білосток на Північно-Західний фронт. 24 вересня на фронт відправився «Ілля Муромець II» поручика А. В. Панкратьєва.
Голова Правління АТ РБВЗ Шидловський написав доповідну записку військовому міністрові Сухомлинову і просив, щоб йому на ділі дали можливість довести придатність «Муромця» для військових цілей. У ній вказувалося на неправильне використання цих машин на фронті і пропонувалося сформувати з розрізнених загонів «Муромців» бойове з'єднання за типом ескадри морських бойових кораблів. Верховний головнокомандувач Великий князь Микола Миколайович і сам Імператор також ознайомилися з доповіддю і схвалили цей проєкт. На початку грудня 1914 р. був виданий наказ, згідно з яким вся авіація поділялася на важку і легку. Було сформовано Управління Ескадри повітряних кораблів (УЕПК), підпорядковане Верховному Головнокомандувачу. М. В. Шидловскому надано звання генерал-майора, що відповідало його чину дійсного статського радника, і призначили Начальником УЕПК. За штатом до Ескадри входило 10 бойових і 2 навчальних корабля. Аеродром УЕПК знаходився біля села Стара Яблонна (під Варшавою), куди в грудні 1914 року прибули 3-й, 5-й, 6-й і 7-й кораблі. Два останніх «Муромця» були нового типу В («полегшеного»), з гострим носом (перший навчальний з двома двигунами «Сальмсон», другий — бойовий). Ще у вересні 1914 року при формуванні трьох додаткових загонів (5-го поручика Г. В. Алехновича, 6-го штабс-капітана Б. Н. Фірсова і 7-го штабс-капітана Г. Г. Горшкова). Для загону «Київський» (7-го за порядком) призначався «Київський» № 128, що знаходився в Гатчинській школі. Але школа просила залишити корабель для підготовки льотчиків. Тоді Горшкову виділили новий аероплан за № 150 типу І, який отримав назву «Київський» за найменуванням загону. Мотори «Аргус» були зняті з гатчинця і поставлені на новий корабель, який у грудні відбув залізницею на фронт разом з УЕПК.

## Гідроплан

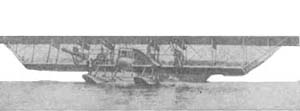
Ілля Муромець на поплавках.

Машина привернула увагу Морського відомства, з яким був підписаний контракт. Замість 100-сильних середніх «Аргусів» були встановлені «Сальмсони» в 200 к. с. Сухопутне шасі було замінене на гідро: два поплавці кріпилися поодинці під середніми моторами до спеціальних стійок шасі на гумових шнурах-амортизаторах, третій же був хвостовим. 14 травня 1914 р. в Лібаві відбувся перший пробний 12-хвилинний політ. Пілотував гідроплан І. І. Сікорський разом з лейтенантом Г. І. Лавровим (командиром корабля). Невдовзі після початку війни цей «Муромець» був втрачений в бухті Карал на острові Езель 21 липня 1914 р. за наступних обставин. Зважаючи на наближення «міноносців ворога», літак спробував вирулити з бухти, але через несправності моторів не зміг цього зробити. Довелося вилити з баків бензин і підпалити гідроплан. Згодом з'ясувалося, що побачені кораблі не були німецькими.

## Кампанія 1915 року
14 лютого 1915 р. в свій перший бойовий політ піднявся повітряний корабель «Ілля Муромець» — апарат «Київський» типу В № 150. Сильна хмарність перешкодила виконати завдання, і він повернувся через 1 годину 51 хвилину. Так було покладено початок бойового застосування «Муромців». Вже 15 лютого «Київський» зробив успішний бойовий політ за завданням штабу 1-ї армії Північно-Західного фронту. Було поставлено завдання «з'ясувати існування переправ біля Плоцька на річці Вісла і зруйнувати їх». Переправу виявлено не було, але в тилу у супротивника було скинуто декілька бомб. 24 і 25 лютого «Київський» вилітав з Яблонни для бомбардування станції Вілленберг, на яку було скинуто понад 160 пудів бомб. За донесенням розвідки «Муромець» провів в місті і на станції такі руйнування:
«…зруйнована станційна будівля і пакгауз, 6 товарних вагонів і вагон коменданта, причому комендант поранений, в місті зруйновано декілька будинків, убито 2 офіцери і 17 нижніх чинів, 7 коней. У місті паніка, жителі в ясну погоду ховаються в льохах».
Отже на ділі було доведено видатні якості повітряних кораблів: які в умілих руках виявилися могутньою зброєю. Здатні проникати вглиб ворожої території, «Муромці» несли значний бомбовий вантаж, озброєння і могли досить точно з великої висоти уражати наземні цілі.
У березні був готовий новий корабель типу В № 151 штабс-капітана С. М. Бродовича. 3-му кораблю поставили «Аргуси» з машини Руднєва, яка була вже списана через зношеність.
«Київський» і III корабель виконали багато вдалих бойових вильотів в 1915 році, тим самим завоювавши славу «Муромцям» на полях битв. З квітня III корабель став працювати разом із «Київським».
У травні 1915 р. два єдиних придатних для бойових польотів корабля — III і «Київський» відрядили до Львова на фронт 3-ї армії. 28 травня поручик Й. С. Башко був призначений командиром «Київського», а командиром III став поручик Д. А. Озерський (штабс-капітан С. М. Бродович подав рапорт про перевід до легкої авіації). У червні обидва кораблі перелетіли до Любліна, потім у Володаву. 14 червня «Київський» зробив вдалий наліт на станцію Пшеворск, де влучним попаданням пудової бомби знищив склад з боєприпасами (30 000 снарядів!).
Тим часом в Яблонну стали прибувати «Муромці» типу В з англійськими двигунами «Санбім» (Sunbeam). Після складання і випробувань нові кораблі (I, II і V) на початку липня виконали по 2 бойових завдання. Зазвичай в політ члени екіпажа брали один карабін, одну рушницю-кулемет Мадсена з 250 патронами і 12—15 пудів бомб. Зустрічей з німецькими аеропланами практично не було, і тому на борт воліли брати більше бомб і пального, ніж кулеметів, що ледь не привело до втрати корабля. Треба відзначити, що «Київський» іноді брав з собою 2 кулемети (Мадсен з Люїсом (Lewis) або Максимом). Про перший повітряний бій варто розповісти детальніше.

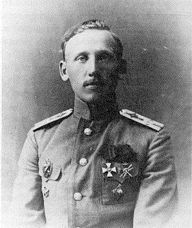
Командир «Іллі Муромця Київського» Йосип Станіславович Башко з орденом св. Георгія, який він одержав за мужність, проявлену при знищенні австрійського потяга в Галичині в червні 1915 року.

5 липня 1915 р. «Ілля Муромець Київський» № 150 з екіпажем у складі поручика Й. С. Башко, помічника командира, поручика Смирнова М. В., артофіцера штабс-капітана Наумова А. А. і моториста молодшого унтер-офіцера Лаврова А. М. вилетів на розвідку і бомбометання. З собою узяли 10 пудових і 5 25-ти фунтових бомб, 12 запальних снарядів; один Мадсен і один карабін (загальний запас патронів — 260 штук). Подальші події описані в бойовому донесенні:
…В польоті на висоті близько 3200—3500 м, Корабель був атакований трьома німецькими апаратами. Перший з них було помічено крізь нижній люк, причому він був метрів на 50 нижче за Корабель. Корабель в цей же час знаходився над Шебржешиним, верстах в 40 від передових позицій під управлінням поручика Смирнова. Негайно поручик Смирнов був замінений поручиком Башко. Німецький апарат, маючи більшу швидкість і запас потужності швидко обігнав Корабель і опинився метрів на 50 вище з правого боку спереду, відкривши кулеметний вогонь по Кораблю. У гондолі Корабля в цей час робота чинів екіпажу розподілялась таким чином: поручик Смирнов знаходився біля Командира, штабс-капітан Наумов відкрив вогонь з рушниці-кулемета і однорічний охотник Лавров з карабіна. При першій атаці кулеметним вогнем з ворожого апарата було пробито обидва верхні баки з бензином, фільтр правої групи моторів, радіатор другого мотора, перебиті обидві бензопровідні трубки лівої групи моторів, скло передніх вікон правої сторони і поранений у голову і ногу Командир Корабля поручик Башко. Оскільки бензопроводи до лівих моторів виявилися перебиті, то негайно ж ліві крани від бензинових баків були закриті і вимкнений лівий бак. Далі політ Корабля проходив на двох правих двигунах.
Німецький апарат після того, як перший раз перетнув дорогу Кораблю, намагався повторно атакувати Корабель з лівого боку, але зустрінутий кулеметним і рушничним вогнем з Корабля, різко повернув направо і з величезним креном пішов на зниження у напрямку до Замостя. Після відбиття атаки поручик Смирнов замінив Командира поручика Башко, якому однорічним мисливцем Лавровим була зроблена перев'язка. Після перев'язки поручик Башко знову став управляти кораблем, поручик Смирнов і однорічний охотник Лавров по черзі закривали руками отвір фільтра правої групи двигунів і приймали всі можливі заходи для збереження бензину, що залишився, в баках для продовження польоту. При відбитті атаки першого апарата з рушниці-кулемета була випущена повністю касета в 25 набоїв, з другої касети вдалося випустити всього 15 набоїв, потім всередині магазина заклинило набій і подальша стрільба з нього була абсолютно неможлива.
Услід за першим апаратом негайно з'явився наступний німецький апарат, який пролетів лише один раз вище за Корабель зліва і обстріляв його з кулемета, причому був пробитий масляний бак другого двигуна. По цьому апарату відкрив вогонь з карабіна Поручик Смирнов, доброволець Лавров знаходився в передній каюті біля фільтра, а Штабс-Капитан Наумов ремонтував рушницю-кулемет. Оскільки рушниця-кулемет абсолютно відмовила у дії, то поручик Смирнов передав карабін Наумову, а сам змінив однорічного мисливця Лаврова, приймаючи заходи щодо збереження бензину, оскільки однорічний охотник Лавров поморозив обидві кисті рук. Другий апарат більше Корабель не атакував.
На лінії передових позицій, Корабель був обстріляний з кулемета третім німецьким апаратом, що йшов на великому віддаленні зліва і вище за Корабель. В той же час по Кораблю стріляла і артилерія. Висота в цей час була близько 1400—1500 м. При підході до м. Холм на висоті 700 м зупинилися і праві мотори, оскільки вийшов весь запас бензину, тому довелося провести вимушений спуск. Останній був зроблений в 4—5 верстах від м. Холм біля с. Городище, біля аеродрому 24-го авіаційного загону на болотистому лузі. При цьому колеса шасі зав'язнули до лиж і поламані: ліва половина шасі, 4 стійки, гвинт другого двигуна, декілька нервюр і надтріснув правий задній нижній лонжерон середнього відсіку. При огляді корабля після посадки виявлені окрім вищезгаданих такі пошкодження від кулеметного вогню: пробитий в двох місцях гвинт третього двигуна, перебито залізне підкошування у того ж двигуна, пробита покришка, пошкоджено магнето другого двигуна, пробита вантажна рама того ж двигуна, пробита стійка позаду першого двигуна, передня стійка у другого двигуна і декілька пробоїн в поверхні Корабля. Спуск провів Командир Корабля Поручик Башко особисто, попри поранення.
За проявлену мужність екіпаж «Київського» отримав нагороди, а Башко присвоїли чин штабс-капітана і нагородили його орденом Св. Георгія 4-го ступеня.
Єдиний боєздатний на фронті III корабель того ж полку і «Київський» спочатку брали 2 кулемети, потім лише «Мадсен» з 75 патронами. Після випадку нападу на корабель свого товариша на борту 3-го корабля узяли за правило брати з собою 3 кулемети: «Мадсен», кулемет «Максим» і «Льюїс» з 150, 500 і 280 набоями відповідно. Цей корабель зробив з травня по жовтень 1915 р. більше 30 польотів, часто проникаючи на територію ворога на глибину до 190 верст. 2 листопада 1915 р. був втрачений один з найкращих кораблів Ескадри. Штабс-капітан Озерський, бажаючи збільшити швидкість «Муромця», наказав зняти додаткове кермо, чим зменшив стійкість апарата. Це і стало причиною загибелі екіпажу. «Муромці» цього загону зробили до 1915 р. на Північному фронті 25 бойових вильотів. За весь 1915 рік повітряні кораблі виконали близько 100 бойових польотів, скинувши на супротивника до 1220 пудів бомб.

## Кампанія 1916 року

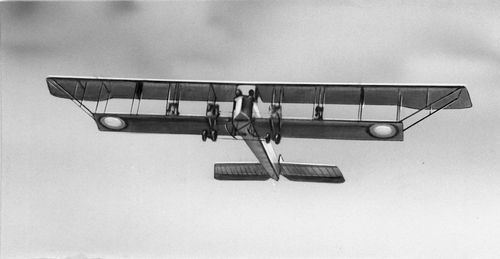
Ілля Муромець в польоті.

Новий, 1916 рік Ескадра зустріла з десятьма старими, зношеними в боях і навчальних польотах кораблями. На основній базі в Пскові було 6 «Муромців». У першому бойовому загоні на Південно-Західному фронті в Колодзієвці на озброєнні перебували 2 кораблі: 2-й № 167 штабс-капітана А. В. Панкратьєва і «Київський» № 169 штабс-капітана Й. С. Башко. І, нарешті, на Північному фронті в Зегевольді в 2-му бойовому загоні перебували «Муромці» VI № 165 і IX № 164.
За весь час існування Ескадри негода завдавала збитку набагато більшого, ніж супротивник. Вже 3 січня ураган в Зегевольді, вивів з ладу корабель VI і навчальний біплан Сікорський С.XVI, пошкодив «Муромець» IX, який після цього був відремонтований і переведений в розряд навчальних кораблів. У результаті ЕПК в січні-лютому мала лише єдиний боєздатний «Муромець» — корабель II командира Панкратьєва, який зробив за цей час 4 бойових вильоти, скинувши 90 пудів бомб.
До кінця січня в Зегевольд з Петербургу прибули 4 бойових «Муромця». Серед них був корабель нового типу — «Ілля Муромець» Г-1. Його називали ще «ширококрилим», оскільки він відрізнявся від апаратів серії В більшою хордою верхнього і нижнього крил. Створення І. Сикорським цієї нової модифікації пояснювалося тим, що «Муромці» серії В за заявами з фронту були «не в змозі ходити з повним навантаженням на бойовій висоті 2500—3000 м». Випуск нової серії Г почався на РБВЗ з кінця 1915 р. Незавершені кораблі типу В добудовували вже як Г. Піддано переоснащенню навіть готові до відправлення «вузькокрилі», що стояли на Комендантському аеродромі, які після такого перероблення ставали по суті типом Г-1.
У березні 1916 р. бойове хрещення отримали нові «Муромці» другого загону: I лейтенанта Г. І. Лаврова, IV поручика Я. Н. Шарова і Х поручика А. М. Констенчика.
Дорогою ціною німці заплатили за атаку 19 березня на «Муромець» Панкратьєва. Під час бомбометання по Монастириську корабель був атакований двома «Фоккерами». Екіпаж «Муромця» негайно відкрив по них вогонь зі всіх видів зброї. Розривною кулею з ворожого аероплана був смертельно поранений в ногу старший унтер-офіцер Ушаков, одна куля потрапила в руку поручика Федорова. Але був збитий чергами і один «Фоккер». Убитим пілотом, як з'ясувалося пізніше, виявився капітан фон Маккензен, син командувача 9-ою німецькою армією, майбутнього маршала. За іншими даними збитим аеропланом був «Бранденбург» з Flik.14 (пілот лейтенант Марек важко поранений, а спостерігач капітан фон Маккензен убитий).
У квітні кораблі Ескадри зробили лише 7 бойових польотів і на це були свої причини. Противник давно усвідомив небезпеку дій російських «Муромців» і вжив відповідних заходів.

У травні-червні в Пскові інтенсивно готувалися нові екіпажі і складалися прибулі «Муромці». Був створений 3-й бойовий загін, що призначався на Західний фронт. Його начальником став штабс-капітан Й. С. Башко. У червні на нове місце призначення в с. Станьково вилетіли новий «Київський» № 190 і корабель XVI № 188 поручика Д. Д. Макшеєва. З кораблем XVII № 192, що летів туди ж, відбувся курйозний випадок. 18 червня, «Ілля Муромець», пілотований поручиком А. І. Беляковим, зазнав аварії у маєтку Вязинь. Причина в рапорті пояснювалася так:
…аварія, очевидно, відбулася від того, що перед посадкою корабель йшов на дуже малій висоті і, як з'ясувалося потім, зламав шасі ще в польоті, зачепивши за церковний хрест і зваливши димар з хати.
На початку липня почався наступ російських військ Північного фронту з Ризького плацдарму, а також армій Західного фронту на Барановицькому напрямі. Цього місяця діяли три бойові загони Ескадри: 1-й загін під командуванням штабс-капітана А. В. Панкратьєва (кораблі II і XIII), 2-й — лейтенанта Г. І. Лаврова (I, IV і VI) і 3-й — штабс-капітана Й. С. Башко («Київський» і XVI). До того часу екіпаж Панкратьєва отримав новий «Ілля Муромець» типу Г-1 № 194. Відправлений же на почесну пенсію старий бойовий друг, корабель за № 167 мав на борту напис "ПОВІТРЯНИЙ КОРАБЕЛЬ «ІЛЛЯ МУРОЕЦЬ 2-й» близько 10 000 верст. Скинуто 300 бомб загальною вагою до 400 пудів.

2 липня корабель I, ведений Лавровим вирушив на розвідку. На борту «Муромця» було 10 пудів бомб, 28 пудів бензину, 6 пудів масла, 3 Мадсена з 46 обоймами. У цьому польоті як скромно писав в донесенні лейтенант Г. І. Лавров:
…апарат піддався нападу високошвидкісного моноплана-винищувача. «Ілля Муромець» відкрив вогонь з трьох кулеметів, після короткого обстрілу ворожий апарат з великим креном пішов круто вниз назад і почав падати.
Із землі бачили бій і прийшло підтвердження (що траплялося украй рідко) про те, що німецький аероплан впав в своєму розташуванні. За влучну стрілянину старший унтерофіцер С. Гурлянд був нагороджений Георгіївським хрестом третього ступеня.
У серпні було зроблено найбільше число бойових вильотів за весь час існування Ескадри — 46 (у 32-х з них завдання було виконане). На супротивника було скинуто до 277 пудів бомб і стріл. Німці своєю чергою спробували організувати протидію. Але, попри те, що їх винищувачі на той час вже мали досконалішу зброю — синхронні кулемети, супротивникові за весь час бойових дій вдалося збити лише один літак «Ілля Муромець». Ціна зухвалих атак на великі російські «Їжаки» була набагато вищою — більше десятка збитих ворожих аеропланів. 12 вересня 1916 р. екіпажі 3-го бойового загону отримали завдання розгромити штаб 89-ї німецької піхотної дивізії, а також артсклади і аеродром в районі містечка Боруни. Рано вранці старт прийняли 3 кораблі («Київський», XII і XVI) і 13 малих апаратів. Призначений на виконання завдання XVII корабель не прийняв старту унаслідок трьох поспіль пожеж моторів. Не маючи досвідченого помічника, повернувся на аеродром, не перетнувши позицій супротивника, командир корабля XII штабс-капітан Е. М. Городецький. Група ж прорвалася в районі Крево крізь загороджувальний вогонь із землі і, відтіснивши ворожу авіацію, проникла в район Боруни-Антоново. Було скинуто 78 бомб вагою до 100 пудів.
Загалом у вересні 1916 р. «Муромці» виконали 24 бойових вильоти. Дуже часто «Великі Сікорські» піддавали обстрілу свої ж протиаеропланні батареї. Льотчики Ескадри, у свою чергу, на щастя, помилилися лише одного разу. 7 вересня II, пілотований А. В. Панкратьєвим помилково скинув 3 бомби на російські ж батареї на захід від Котув, поранивши при цьому 3 нижніх чинів. Командувач 7-ю армією послав йому телеграму з порадою: «Кидайте бомби подалі в тилу супротивника щоб уникнути помилок».
Наприкінці вересня було вирішено перевести основну базу Ескадри з Пскова до Вінниці. Втрати кораблів від капризів погоди за весь рік були достатньо високі. Багато новоприбулих «Муромців» псувалися, ламалися і їх доводилося або списувати, або переводити в розряд навчальних кораблів. Ось що писав начальник ЕВК Шидловський про ту ситуацію, яка склалася:
«… на базах Ескадри Західному і Північному фронтах стійко антициклон тримається мінімум з сильними дощовими шквалами. Попри всі заходи, що приймаються, в Койданові шквалом сильно пошкоджений і вийшов з ладу корабель XVII. Аеродроми, дороги перетворилися на болото. Переобладнання кораблів в Пскові сильно ускладнюється і може затримати перехід головної бази до Вінниці».
До листопада цей перехід до Вінниці відбувся. Із Пскова і Зегевольда туди відправили 13 кораблів.
На Південно-Західному фронті в Ягельниці в 1-му загоні залишилися 4 кораблі і на Західному в Станьково було 3 «Муромця» 3-го загону.
У жовтні на бойові завдання літав лише «Київський», який зробив 2 польоти. У листопаді і грудні кораблі Ескадри не піднімалися в повітря, за винятком бойового польоту XIII корабля 22 листопада.
За весь рік Російсько-Балтійський завод послав на фронт 39 літаків «Ілля Муромець». З них: 3 типу В, 32 — Г, 2 — Д і 2 — Е. Воювало, не рахуючи кораблів отриманих в 1915 р., лише 12 «Муромців». Всього за весь 1916 р. кораблі ЕПК зробили 156 (у 112 завдання виконано) бойових вильотів, скинувши на супротивника до 1180 пудів бомб. Цей рік був піком діяльності першого у світі тактичного з'єднання важких бомбардувальників.

## Кампанія 1917 року. Вінниця
З жовтня 1916 р. до травня 1917 р. на новій базі ЕПК у Вінниці йшло активне переозброєння і переоснащення кораблів. На кораблі типу Е № 265 був розміщений кулемет у хвості. Замість трьохрульового оперення за типом Г-1 в жовтні було зроблено біпланове з двома рулями напрямку. На жаль, фотографії або креслення цього біпланового оперення не збереглося. На одному або двох з кораблів серії Г також було зроблене хвостове кулеметне гніздо. Для цього прибрали середнє руль напряму, зробивши в останній секції фюзеляжу гніздо для кулеметника, а 2 маленьких замінили на 2 керма більшої площі, які рознесли по обох кінцях стабілізатора.
Отримавши з ЕПК вищезазначені доповнення і зміни, Правління РБВЗ на початку 1917 р. запропонувало укласти новий контракт на споруду 25 машин за типом Г-4 і 15 за типом Е-2. Г-4 пропонувалося оснастити двома «Рено» по 225 к. с. і 2 «РБ3.6» по 150 к. с., а Е-2 4 «Рено» по 225 к. с. Але дані типи так і не були пущені в серійне виробництво.
На вимогу Ескадри до Вінниці в лютому-травні було прислано 10 комплектів нового руля напряму за типом Г-3, підмоторних ферм для «Рено» — 20 штук, для «Аргус» — 8 і для «РБ3.6» — 12 штук (тобто на оснащення 10 кораблів, які були поставлені до січня 1917 р. на базу).
На січень 1917 р. в Ескадрі налічувалося близько 30 кораблів (рахуючи навчальні). Лише 4 «Муромці» знаходилося на фронті. У 1-му загоні на Південно-Західному фронті в Ягельниці було 2 кораблі: XIII штабс-капітана В. А. Соловйова і XV капітана Г. В. Клембовського. Через зношеності XIII корабель № 169 не надавався для здійснення бойових польотів. У 3-му загоні на Західному фронті в Станьково знаходилися ще 2 кораблі: «Київський» № 182 капітана Й. С. Башко і XII штабс-капітана Е. М. Городецького. На початку 1917 р. лише «Київський» виконував бойові завдання, зробивши з січня по березень 11 вильотів.
6 квітня капітан Башко здійснив переліт Станьково — Вінниця, покривши відстань 650 верст за 6,5 годин. На базі «Муромець» був модернізований: був повністю засклений ніс, замість «Аргусів» поставлені 4 новеньких англійських мотора «Бердмор» по 160 к. с. Це були найкращі мотори, серед тих, що застосовувались на цих кораблях.

## Поява нового типу Г-3
До липня 1917 р. в Петербурзі на Комендантському аеродромі був випробуваний новий тип корабля. Закладена серія з десяти кораблів типу Г-1 була перероблена за типом Г-3 (№ 236—245). Дослідний «Муромець» № 243 мав такі зміни в головних частинах:
1. стабілізатори збільшені на 4 м;
2. поставлені вертикальні кілі;
3. поставлене бічне кермо напряму;
4. поміщений кулеметник в хвіст;
5. встановлені бензобаки на верхній площині;
6. посилені моторні стійки, шасі, розтяжка;
7. озброєння: 4 кулеметні установки;
8. моторів 2 х «Рено» 225 к. с., 2 х «РБ3.6» 150 к. с.

При випробуванні машина показала середню швидкість 129,4 км/год.
Наприкінці липня 1917 р. старший лейтенант Голеніщев-Кутузов дізнався, що на РБВЗ проводяться випробування нового «Муромця». З відома конструктора на випробовуваному № 243 встановили мінний апарат і призначено було провести скидання макета, а потім і мін. Заводські випробування і прийом апаратів Військовим Відомством затягнулися і ці випробування не були проведені. 6 вересня 1917 р. відбулося Засідання Центрального авіакомітету щодо виділення з Ескадри загону повітряних кораблів в Морське Відомство. На ньому було запропоновано озброїти «Муромці» знімними мінними апаратами і «використовувати його для мінних атак (саморушні міни)». Це питання так і залишилося відкритим. Восени 1917 р. нові кораблі № 236, 237, 238 і 243 відправили до Вінниці, але вони вже не встигли взяти участі в боях.

## На Румунському фронті
Всю кампанію 1917 р. «Муромці» воювали переважно на двох фронтах: Південно-Західному і Румунському.
Отже, на Румунський фронт був призначений 4-й бойовий загін під командуванням капітана Р. Л. Ніжевського у складі якого знаходилися кораблі: V № 266 тип Е — штабс-капітана Г. В. Алехновича, IX № 265 тип Е — Начальника загону, IV — поручика Я. Н. Шарова і III — капітана Е. І. Жигайлова. У квітні екіпажі отримали завдання вилетіти на фронт. 8 квітня до місця призначення (с. Болгарійка під Болградом) добралися лише IV і IX кораблі. У III корабля через сильний вітер було зламано праве крило і його довелося доставляти для ремонту до Вінниці. Корабель V сів в Кишиневі і лише в травні приєднався до загону. Перший бойовий політ 4-го бойового загону (і перший бойовий політ «Муромця» типу Е) відбувся 8 квітня 1917 р. Екіпаж IX корабля отримав завдання провести бомбометання по портових спорудах і складах м. Тульча, попутно здійснюючи розвідку і фотографування. 116-пудове навантаження «Муромця» складали: 7 членів екіпажа (командир, артофіцер, механік, моторист і 3 кулеметники), бензину 48 пудів, масла 8 пудів, 2 кулемети «Віккерса», 3 — «Льюїса». 2 — «Мадсена» і 10 пудових бомб. Політ тривав 3 години 18 хвилин. 20 квітня в політ відправилися вже 2 машини: IV і IX кораблі. Але у поручика Шарова на висоті 700 м зупинився мотор і при вимушеній посадці було зламано шасі, гвинти і передня коробка крил. Його довелося відправити для ремонту до Вінниці.
У травні 1917 р. з Кишинева в 4-й загін прибув другий «Муромець» типу Е — «V корабель» № 266 штабс-капітана Алехновича. 31 травня обидва апарати типу Е зробили спільний наліт на Тульчу, скинувши на склади та казарми ворога 18 пудів бомб.
17 червня V корабель був атакований двомоторним біпланом, який був відігнаний кулеметним вогнем. У серпні 1917 р. 4-й загін був перейменований на 1-й. Його остання операція на Румунському фронті відбулася 21 вересня. Цього дня «Муромець» Ніжевського висадив у повітря 3 потяги з снарядами на станції Троян. Після повернення з вдалого польоту корабель піддався нападу двох німецьких винищувачів. Двох кулеметників, прапорщика Талако і старшого унтер-офіцера Янкевіча було поранено: першого — в коліно, з роздробленням колінного суглоба, другого — смертельно, розривною кулею в живіт. Верхній лонжерон крила над кабіною був частково розщеплений, а два мотори, другий і третій, з пробитими кулями радіаторами, були виведені з ладу. Перший винищувач пішов безкарно, оскільки по ньому не встигли відкрити вогонь, а по другому винищувачу стріляли з трьох кулеметів, але що з ним сталось, невідомо. На двох моторах, що залишилися, літак успішно дістався до свого аеродрому.
Всього ж загін підполковника Ніжевського зробив 16 бойових польотів, з яких 13 припадало на частку командирського корабля, 2 на V і 1 на XVI. Скинуто близько 150 пудів бомб, збито 1 літак супротивника (не підтверджено), здобуті цінні розвіддані для 6-ї армії.

## На Південно-Західному фронті
У 1-му бойовому загоні в квітні 1917 р. залишався лише старий корабель XV типу Г-1 з «Санбімами» капітана Г. В. Клембовського. 14 і 25 квітня він зробив на ньому два бойових вильоти, причому в останньому витримав бій з 3 ворожими винищувачами. У повітряному бою було збито 2 німецьких «Фоккера». Кораблю теж дісталося, але він дотягнув до свого аеродрому.
На початку квітня 1917 р. на аеродром у с. Микулинці прибув 2-й бойовий загін у складі корабля I № 178 під командуванням старшого лейтенанта Г. І. Лаврова, з переобладнаною у Вінниці машиною.
З серпня 1917 р. 2-й і 3-й бойові загони ЕПК стали здійснювати групові польоти (3—4 кораблі). Іноді «Муромців» прикривали винищувачі 1-ї бойової авіагрупи (2-й, 4-й і 19-й корпусні загони) ротмістра А. А. Козакова, які зробили 17 літако-вильотів на охорону «Муромців».
За весь 1917 рік Ескадра зробила близько 70 бойових польотів, скинувши на супротивника до 650 пудів бомб. За всю німецьку кампанію з 51 бойового корабля, що поступили на фронт, воювало близько 40 машин. Вони зробили до 300 вильотів, скинувши близько 3 000 пудів бомб.

## Жовтневий переворот
Директор РБВЗ писав у вересні 1917 р. до Управління Повітряного Флоту про необхідність випуску нового типу корабля. Він посилався на те, що Ескадра намітила собі бажаний корабель з такими бойовими характеристиками: швидкість 150 км/год, стеля близько 4,5 км, швидкість підйому на 3 км за 30 хвилин і не менше 30 пудів навантаження понад 4-годинні запаси пального. Виконання цих вимог, як писав керівник заводу, може бути досягнуто лише при моторах «Рено» в 300 к. с. У зв'язку з цим було прохання надати ці двигуни і відшкодування витрат на спорудження і випробування пробного корабля. Але було вже пізно. За 1917 рік Ескадра отримала лише 4 кораблі, та і то наприкінці року, їх не встигли навіть скласти. Це були «Муромці» нового типу Г-3 (№ 236—238 і 243).
У жовтні 1917 р. почався поступовий розпад Ескадри. Політичні пристрасті розпалилися до межі. Серед нижніх чинів панував загальний антивоєнний настрій. 28 жовтня після мітингу, на якому виступала Євгенія Бош, відбулося повстання Вінницького гарнізону. В результаті сутичок між вірними Тимчасовому уряду офіцерами і солдатами отримали поранення чотири нижні чини і один був убитий. Багато офіцерів виїхали з частини в тил. Тоді на базі у Вінниці було 8 кораблів, які були в різних стадіях ремонту, складання, регулювання і установки моторів і радіаторів. Десять машин знаходилося на фронті. Відчутних втрат нанесла сильна буря, що почалася 15 листопада. На базі було пошкоджено 11 малих апаратів, 2 навчальних і 2 бойових кораблі, а в 2-му бойовому загоні на Південно-Західному фронті — 4 кораблі.

## 1918 рік
На початку 1918 р. в 3-му бойовому загоні Ескадри в Станьково знаходилися 4 кораблі: «Київський» (№ 182 з «Бердморами»), XI, XIII і XV. 15 січня XV був приведений в непридатність дахом, що впав на нього. Наступ австро-німецьких військ на мінському напрямі створив загрозу захоплення аеродрому загону. У лютому штабс-капітан Г. В. Грек відлетів до Києва, прапорщик А. В. Насонов сів в Борисові, де спалив свій корабель при наближенні супротивника. 9/22 лютого 1918 р. прийняв старт «Київський», на борту якого знаходилися полковник Й. Башко, капітан В. Моєсеєнко, мотористи Ф. Грошев і І. Григорєв. Командир планував летіти у бік Смоленська, щоб вийти з області дії ворожих військ. Несприятливі погодні умови — сніг і низькі хмари, змусили пілота через 2 години 20 хвилин сісти в Бобруйську, який був зайнятий частинами 1-го Польського корпусу генерала Довбор-Мусницького. Башко був арештований легіонерами (нібито за участь в бомбардуванні польських військ).
Решта три члени екіпажа отримали пропуски для в'їзду в Росію і вони дісталися до Смоленська. Незабаром командира «Київського» відпустили на поруки Начальника авіації підполковника Абакановича. 3 березня 1918 р. полковник Й. С. Башко з своїм «Муромцем» прибув на аеродром Пуховичі під Бобруйськом на комплектацію в авіацію 1-го Польського корпусу (Awiacja I Polskiego Korpusu). На підставі наказу № 185 по авіації корпусу і свого рапорту за № 306 воєнліт Башко був зарахований до списків авіації 4 березня 1918 р. У березні 1918 р. Башко зробив 2 польоти тривалістю 2 години 15 хвилин. Відомо також, що «Київський» літав 3 травня над Бобруйськом під час огляду генералом Довбор-Мусницьким авіації 1-го Польського корпусу. На борту корабля знаходилися полковник Й. Башко і начальник авіації корпусу підполковник П. Абаканович.
21 травня 1918 р. німецьке командування пред'явило ультиматум начальникові 1-го Польського корпусу генералові Довбор-Мусницькому про негайне роззброєння і демобілізацію Корпусу. Увечері того ж дня генерал погодився на німецькі вимоги. 22 травня підполковник Абаканович зібрав своїх солдатів і офіцерів на аеродромі і повідомив про роззброєння Корпусу. Він заявив, що його літаки не дістануться ні німцям ні більшовикам і їх треба знищити. Троє поляків (ротмістр П. Скуратович, підпоручик Е. Тромщинський і технік І. Виржиковський) разом з полковником Башко без відома начальника авіації в ніч на 23 травня злетіли з аеродрому у бік Мурманська (інша з версій, у бік Москви). 26 травня 1918 р. підполковник Абаканович підписав наказ № 268 по авіації Корпусу стверджуючи, що екіпаж «відлетів самовільно на повітряному кораблі „Київський“ в невідомому напрямі на 23 травня вважати дезертирами і викреслити їх із списків авіації». (Що цікаво, Абаканович наприкінці 1918 р. став Начальником 1-ї авіагрупи Петрограда, потім переводиться льотчиком в 13-й винищувальний загін. Незабаром загін у складі 4 авіадивізіону винищувачів під командуванням Ширинкіна відправляють на польський фронт і Абаканович 1 травня 1919 р. відлітає на «Ньюпорі» до своїх). 4-х годинний політ проходив в складних метеоумовах, та і мотори відмовили в роботі, тому довелося планувати з 500 м, вибираючи місце для посадки. Зачепивши крилом за дерево, «Київський» повалився в город в селі Желанья Смоленської губернії. Місцеві жителі відразу заарештували екіпаж і відібрали зброю. Лише 1 червня 1918 р. після з'ясування особи льотчиків відправили до Москви в Головне Управління Повітрофлоту (Воздухфлота). Троє польських товаришів дивом уникнувши арешту ВНК, насилу добралися в листопаді до Мурманська.

## Повітряний флот Української держави
Все майно російських авіазагонів направлялося на створення авіації Української Народної Республіки. Після більшовиків Вінницю захопили частини 7-го гайдамацького імені гетьмана Дорошенка полку. 17 січня аеродром Ескадри з боєм був зайнятий більшовицьким 2-м гвардійським корпусом, потім після їх відходу 17 лютого Вінницю зайняли солдати 133 саксонського піхотного полку. У квітні за допомогою німців в Україні до влади прийшов гетьман Скоропадський. Главою «Повітряного Флоту» Української Держави став полковник (отаман) Г. Г. Горшков, а Начальником залишків Ескадри Повітряних Кораблів (ЕПК) призначили підполковника Р. Л. Нижевського. Все листування тепер велося українською мовою. Літом 1918 р. велася робота зі складування, упакування і перевірки матчастини, що залишилася, в ЕПК. Виявлялася придатність до подальшої служби кораблів і малих апаратів. Але далі за складання актів і перенесення майна на інші склади справа не пішла. 8 липня 1918 р. був виданий наказ про розпуск ЕПК.

## У робітничо-селянському червоному повітряному флоті 1918 р
За рішенням Всеросійської Колегії Червоного Військово-Повітряного Флоту РРФСР замість втраченого майна царської Ескадри, що залишилося на Південно-західному фронті у Вінниці, почалося створення нового з'єднання важкої авіації — Північної Групи Повітряних Кораблів (ПГПК). 25 березня 1918 р. А. В. Панкратьєв вступив на посаду начальника ПГПК і приступив до її формування в Петрограді. На «Руссобалті» організували добудову 5 кораблів типу Г-3 (№ 239—242 і 245). Це були машини серії з 10 апаратів типу Г-3, 4 з яких були відправлені до Вінниці ще в 1917 р., і 1 старівся на платформі в Петрограді (з жовтня минулого року, так і не відправлений на фронт).
В період формування Групи розглядалося питання про участь кораблів в полярній експедиції Вількицького з дослідження північного узбережжя. Але в обстановці, що склалася, про це не могло йти і мови. Інша пропозиція поступила в червні з Швеції про продаж для пасажирських авіаперевезень одного з повітряних кораблів. Правління заводу просило Увофлот дати згоду продати один з випробовувальних «Муромців», що давно знаходилися у них. У цьому йому було відмовлено, оскільки передбачалося використовувати кораблі типу Д як навчальні в знов створюваній Ескадрі.
23 липня ПГПК була перейменована в ЕПК, а її начальником замість А. В. Панкратьєва, якого відправили спостерігачем за добудовою кораблів, призначили Й. С. Башко.
Вже в травні 1918 р. не раз виникала думка про евакуацію ПГПК з Петрограда, у зв'язку із загрозою захоплення міста. До липня кораблі були розібрані і завантажені в два ешелони, які відправили до Москви до подальших розпоряджень. Спочатку місцем дислокації частини вибрали Казань, але через важке становище на Східному фронті довелося направити ешелони до Нижнього Новгорода, куди вони прибули на початку серпня.
Всі кораблі знаходилися на платформах, були в жалюгідному стані: дерев'яні частини сильно просочені водою і відволожилися, в деяких місцях була порвана матерія. До польоту були придатні лише два кораблі: № 239 і 242, решта підлягали ремонту. Новим місцем Ескадри вибрали Липецьк, куди 6 жовтня вирушив ешелон з 3 «Муромцями». 25 жовтня корабель I № 239, пілотований Башко, вилетів до Липецька. Через пожежу карбюратора мотора «Рено» в повітрі довелося здійснити вимушене приземлення. І лише 4 листопада після заміни мотора Башко дістався до аеродрому Ескадри. Алехнович на II кораблі № 242 вилетів з Нижнього Новгорода 5 листопада, але дістався до Липецька лише 18-го, оскільки застряг в Ясаково в очікуванні пального.
Становище на Південному фронті було дуже складним і від Ескадри наполегливо вимагали бойових дій. 7 листопада начальник авіації південного фронту Петрожицький послав до Липецька телеграму із завданням провести бомбометання району Талове-Бутурлін-Калач. До того часу в ЕПК в готовності були 3 кораблі: I — що прилетів з Нижнього Новгорода, II — який знаходився в Ясаково, і III № 245 — зібраний і ще не випробуваний. Але виконати завдання не було можливості. Причина — «відсутність карт, льотчика-комуніста». Колишнім офіцерам Башко, Алехновичу, Панкратьєву не дуже довіряли і не допускали їх до польотів без військового комісара. 8 листопада 1918 р. Башко на I кораблі № 245 перелетів з Липецька в Ертіль на фронт. Воєнком ЕПК Семенов отримав прочухан від Авіадарма Сергєєва:
«роблю зауваження, чому Башко вилетів без льотчика-комуніста, негайно вишліть одного в Ертіль.»
28 листопада на Південний фронт вилетів другий «Муромець» (II № 242). Весь грудень корабель простояв в Мордово під снігом, не зробивши жодного бойового вильоту.
Чекаючи наказів Петрожицького «Муромець» I № 245 знаходився на місці. Нарешті був отриманий наказ перелетіти з маєтку «Ертільський степ» на Ново-покровський цукровий завод. 30 листопада 1918 р. корабель ведений Г. В. Алехновичем відправився в свій останній політ. Через 15 хвилин після зльоту «Муромець» врізався в землю. Відбулося таке. Відразу ж після зльоту машина потрапила в густий туман. Після повороту почалися гори, потім з 100 м корабель пішов круто вниз і ударився об землю. Всі члени екіпажа відбулися синцями, а Алехновича знайшли з розбитою головою серед уламків фюзеляжу під лівим мотором. Комісія з розслідування події так і не дійшла єдиної думки про причини трагедії. Так закінчився 1918 рік, в якому не було жодного випадку бойового застосування повітряних кораблів «Ілля Муромець».

## 1919 рік
На початку року ЕПК, перейменована 25 листопада 1918 р. в Авіагрупу, виявилася небоєздатною, залишившись практично без матчастини. У неї залишився лише один корабель № 241, що годився для навчальних цілей. При його збірці баки з верхньої площини знов поставили на фюзеляж (за типом Г-1). Так збирали і решту «Муромців», що поступила в частину в 1919 р.
Обговорювалось питання про добудову 13-ти кораблів, що знаходилися на Російсько-Балтійському заводі.
У квітні вирішили частину «Муромців» випустити за типом Г-1 з 4-ма моторами «РБ3.6» і трьома рулями напряму («Руссобалт»), а інші кораблі — за типом Г-3 з двома «Рено» і двома «РБ3.6» і двома рулями і з хвостовим кулеметним гніздом («Ренобалт»). Все одно всі 13 машин вважалися за тип Г-3. У них була вже повністю засклена передня частина кабіни.
22 серпня 1919 р. два боєздатних «Муромці» (I № 276 і II № 275) вилетіли в Белів. Для боротьби з мамонтовською кіннотою була утворена Авіагрупа Особливого Призначення (АГОП) під командуванням К. В. Акашева, куди і увійшли обидва кораблі. Корабель I Насонова не виконавши жодного бойового завдання, до 5 вересня перельотами дістався до Орла. Корабель II воєнлета В. А. Романова (колишнього офіцера старої Ескадри) 31 серпня прибув в Богородицьк. Вже 4 вересня 1919 р. «Муромець» вилетів з метою розвідки і бомбометання в районі м. Єлець, який був захоплений супротивником 31-го числа. Але через несправності компаса корабель «віднесло» у бік Орла, довелося сісти біля с. Радомка, не виконавши завдання. 7 вересня корабель II опинився в Орлі, де знаходився I корабель. Екіпажам Насонова і Романова наказали перелетіти в район ст. Кшень у тил кавалерії Мамонтова, яка нестримно мчала до Воронежа. У Кшень 14 вересня зміг вилетіти лише корабель Романова, оскільки у машини Насонова бурею було поламано крило.
19 вересня 1919 р. II корабель Романова вилетів з метою бомбометання в районі сіл Істобне-Осадчино. На завдання разом з екіпажем вирушив і сам начальник АГОП Акашев. 22 бомби вагою до 10 пудів і півпуда літератури були скинуті на обоз, відмічений в заданому районі. Біля Нижньодівицька було відмічено два обози довжиною верст в 5, що рухалися в південно-західному напрямі. Це були ті, що розтягнулися на багато верст обози сильно поріділого 4-го Донського корпусу Мамонтова (залишилося до 2-х тисяч шабель), який цього дня йшов назустріч з 3-м Кубанським корпусом Шкуро між Ст. Осколом і Коротояком. Наступного дня екіпаж Романова отримав завдання бомбардувати супротивника, розташованого уздовж річки Боброва-Потудань. У селищах уздовж річки була виявлена кавалерія «з 5-ти груп до 1500 коней на привалі» (це і були залишки мамонтовських частин). На кавалерію було скинуто 18 бомб вагою 9 пудів, півпуда листівок і випущено 7 обойм з двох «Льюїсів». Ще було відмічено, що від Ст. Оскола путівцями на північ рухалось багато військ і обозів — це були частини корпуси генерала А. Г. Шкуро, що йшли на допомогу Мамонтову. Цікаві спогади про цей політ залишилися у воєнльота А. К. Петренка, який виявив раніше це велике скупчення мамонтовських частин і був узятий на борт «Муромця» як спостерігач. Ось його спогади:
«…Листівки скинуті. Романов повернув літак на зворотний курс, але на землі несподівано показалася ще колона кавалеристів. У нас залишалися невикористаними 4 бомби; поява колони білогвардійської кавалерії виявилась доречною.
Але тут відбулося те, що примусило серйозно задуматися над розробкою тактики бомбометання рухомих частин супротивника…
Ми летимо слідом за колоною і вже майже наздогнали її, коли, до свого здивування, бачимо, що кавалерія і не думає розсіватися, як завжди при повітряних нальотах. Раптом колона повернула назад і галоп понеслася назустріч літаку.
Ми не встигли скинути жодної бомби, кавалерія вже промчала під нами. Романів зробив великий круг, перш ніж ми пішли зворотним курсом і знову наздогнали колону. Білогвардійці повторили маневр, але дві наші бомби все ж таки впали в хвості колони. Потім ми, розвернувшись, пішли на невеликій висоті, на поземному льоті обстріляли кавалеристів з кулемета».
21 вересня 1919 р. «Муромець» утретє вилетів із ст. Кшень з метою «знайти супротивника, бомбити і обстріляти». На частини, обози і роз'їзди було скинуто 18 бомб вагою 10 пудів, півпуда літератури і випущено 3 обойми з кулемета.
Добровольча Армія Денікіна знову прорвала Південний фронт, захопивши Курськ, рухалася до Орла з метою подальшого захоплення Москви. Кораблям I і II довелося терміново перелітати в тил. 2 жовтня вони прибули на ст. Кензино. № 276 незабаром відправили на базу до Сарапула для ремонту, а № 275 залишався на станції всю зиму 1919—1920 рр. «Муромець» II військового льотчика Романова у складі Авіагрупи Особливого Призначення, слідуючи за кавалерією Мамонтова в 1919 р. зробив 3 бойових польоти, скинув на супротивника до 29 пудів бомб, 1,5 пуда листівок, випустивши 10 обойм з кулеметів. За свої польоти військового льотчика Романов А. В. був нагороджений «місячним окладом платні».
Разом із бойовим польотом I корабля 8 серпня, це була вся бойова діяльність Дивізіону за 1919 рік.

## 1920р. Західний фронт
З початку 1920 р. в Дивізіоні Повітряних Кораблів (командир — червоний військовий льотчик Ремезюк В. М.) прискореними темпами йшла добудова кораблів. До весни були зібрані три «Муромці» (№ 274 «2-й бойовий» № 284 «1-й бойовий» і № 283 «3-й бойовий») і відремонтовано два бойові кораблі, що повернулися з Південного фронту (№ 275 «2-й навчальний» і № 276 «1-й навчальний»). Готувалися також і нові командири (А. С. Єременко, Ф. Г. Шкудов і А. К. Туманский) для бойових кораблів.
Згідно з розпорядженням начальника складу-майстерні Дивізіону з лютого 1920 р. стали наносити «по обох сторонах керма напряму арабські цифри великого розміру, що відзначають номери бойових кораблів». Для загонів встановлювалася римська нумерація. У донесеннях тепер писали «1-й бойовий корабель», «I бойовий загін» тощо
У травні 1920 р. I бойовий загін ДВК у складі трьох «Муромців» («1-й бойовий корабель» військового льотчика А. С. Єременко, «2-й бойовий корабель» воєнлета А. К. Туманского і «3-й бойовий корабель» військового льотчика Ф. Г. Шкудова) отримав призначення в р. Новозибков на Західний фронт. У червні кораблі були зібрані і перельотом дісталися до Могильова. Машина Туманського прибула на місце лише 6 липня через пошкодження двигуна. «1-й бойовий корабель» Єременко з 23 по 30 червня знаходився на аеродромі в Старому Бихове. На нім екіпаж не виконав жодного бойового завдання (наприклад, розгромити ст. Гродзянка) через неправильне регулювання корабля після складання. Нарешті, і він перелетів до Могильова. Потім, 8 липня з Могильова три літаки вилетіли в Белинічі.
Вранці 9 липня 1920 р. три «Муромця» вирушили за завданням 16-тої армії в політ з метою «бомбометання, фотографування і розвідки району залізничної лінії Гродзянка-Уборок-Талька-Верейци-Завішки». «1-й бойовий корабель» Єременко втративши орієнтування, повернувся на аеродром, а «3-й бойовий корабель» Шкудова через несправність моторів сів в болоті. Корабель Туманського «не дочекавшись винищувачів, бомбардував м. Бобруйськ». На борту корабля знаходився начальник політвідділу 16-тої армії Нікель. На залізничну станцію і ешелони було скинуто 11 пудів бомб. Ось бойове донесення:
«…місто супротивником залишається. У ешелони, що стоять на станції, випущено 4 обойми з кулемета. Захопившись бомбометанням і кулеметним обстрілом, не відмітили, що бензин із заднього бака не подається, чому і сіли біля с. Заболотьє, у десяти верстах від свого аеродрому».

Корабель сів в болоті, його потім розібрали і за допомогою місцевих селян витягнули і доставили на аеродром.
Увечері того ж дня військовий льотчик Туманський, узявши «1-й бойовий корабель» Єременка (який раптово захворів), знову відправився в бойовий політ. Цього разу завданням було розбомбити ст. Осиповичі. Протягом тригодинного польоту було скинуто 11 пудів бомб і 1 пуд агітлистівок. «Розбомбили станції Осиповичі, Верейці, колії, ешелони і містечка обох станцій; обстріляно з кулемета обидві станції, містечка, колії, ешелони, що стояли і проходили, і обози…» Під бомби Туманського в Бобруйську і Осиповичах потрапили частини відступаючої 6-ї піхотної дивізії поляків.
Цими двома бойовими польотами закінчилося використання кораблів на Західному фронті. «Муромці» вирушили перельотом до Мінська. На ст. Жодино було розбито два кораблі: «1-й бойовий корабель» і «2-й бойовий корабель». Машину Туманського навантажили бідонами з касторовою олією, які треба було перевезти до Мінська для винищувачів. При зльоті «2-й бойовий корабель» зачепив шасі об накат дороги і зазнав аварії. При цьому бідони розкололися і весь фюзеляж корабля перетворився на ванну, наповнену касторкою.

## 1920р. Південно-Західний фронт
До кінця серпня 1920 р. ешелон з двома кораблями (№ 280 і № 283) I бойового загону ДПК під командуванням А. Н. Сперанського прибув на ст. Синельникове в розпорядження штабу 13-ї армії. Загін увійшов до складу Центральної авіагрупи під командуванням І. У. Павлова, яка оперувала в Північній Таврії (по лінії залізниці від Олександрівська до Мелітополя).
Бойова ланка загону була озброєна двома «Муромцями» — «1-м бойкораблем» (Руссобалт) Ф. Г. Шкудова і «2-м бойкораблем» (Ренобалт) А. К. Туманского. На початку вересня 1920 р. кораблі перелетіли на аеродром біля с. Вознесенское. Протягом вересня обидва кораблі вилітали на бомбардування станцій Федоровка, Пришиб, Бурчатськ, Рейхенфельд, Фрідріхсфельд, Кронфельд, поселень Михайлівка, Андребург, В. Токмак, Карлсру, де знаходилися «дроздовці», «марковці» і інші Врангелеві частини. Іноді «Муромців» супроводжували винищувачі павловськой групи.
Центральна авіагрупа отримала завдання знищити ворожий аеродром біля ст. Федорівка. Вранці 8 вересня 1920 р. «2-ий бойкорабель», керований Туманським узяв курс на ст. Федорівка. Ось рядки донесення:

«…на аеродром і стоячі на старті 6 апаратів скинуто 4 пудових і 2 запальних бомби. На аеродромі 2 пудових бомби впали в 15-ти сажнях від апаратів, а запалювальні впали ззаду в 30-ти сажнях (напис зверху олівцем — чим знищено 4 апарати)».
За цей політ воєнльот А. К. Туманський особисто отримав орден Червоного Прапора від командувача 13-ою армією І. П. Уборевича. У Федорівці базувався 2-й авіазагін імені Донського Військового Отамана Каледіна з 8 «Авро». Ще 29 серпня Арватов з 9-го розвідзагону виявив на станіції 7 однотипних літаків. 3 вересня вони скинули на аеродром супротивника 12 бомб вагою 7 пудів. За наявними даними цей загін білих не припинив свого існування. Таким чином факт знищення кораблем Туманського відразу 4 врангельовських літаків викликає сумнів.
Ще один знаменитий наліт відбувся 14 вересня 1920 р. За даними червоної розвідки у Фрідріхсфельді того дня повинен був відбутися парад на честь барона Врангеля. Корабель Туманського скинув в районі Фрідріхсфельда 37 бомб загальною вагою 12 пудів, 2 пуди стріл і 1 пуд літератури. Як писав потім в своїх мемуарах пілот «2-го бойового корабля» А. К. Туманский: «…Ітак, парад на честь Врангеля не відбувся». Із цього приводу є і інші відомості. Офіцер марківської частини Н. А. Раевский, очевидець тих подій, писав про наліт «мажари» на Фрідріхсфельд:
«…ми дізналися про те, що генерал Врангель прибуде у Фрідріхсфельд напередодні. Більшовикам теж стало відомо.
Звичайно аероплани з'являються поодинці, парами. Сьогодні все враз. У часі все-таки помилилися. Напали в другій годині, а огляд призначений на п'яту… У артилерії втрат немає. У піхоті бомбами з „Муромця“ убито і поранено 27 чоловік.
…Дивізія вишикувана вздовж дороги на Пришиб. 2500 багнетів, 500 шашок, кулеметні команди, 7 батарей. „Муромець“ міг би примусити відкласти огляд; лише він зараз не прилетить…».
16 вересня при нальоті на ст. Пришиб між білим бронепоїздом і «Муромцем» Туманського зав'язалася «дуель». В результаті бронепоїзд отримав пошкодження однієї з «бронеплатформ, у якої замовкли дві гармати». Корабель міг добити бронепоїзд бомбами, що залишилися, але командир Дивізіону Ремезюк, що сам летів у складі екіпажу, наказав Туманському повертати назад (після того, як побачив велику дірку, пробиту снарядом в лівій площині). Уламком снаряда був легко поранений в ногу помічник командира корабля Кузьмін.
Незабаром екіпаж Туманського знов відзначився. 18 вересня 1920 р. біля ст. Олександрівка при поверненні з бомбардування був атакований декількома «Хевілендами» білих. Ось що писав про цей повітряний бій Туманський:
«… відмітили 4 ворожих літака, які стали швидко наближатися і, підійшовши до корабля ближче, розділилися; один пішов за нами, заходивши під праве крило, а три залишилися в хвості. Кулеметник з хвоста і з люка фюзеляжу випустив по всіх чотирьох апаратах близько 16 обойм; літак, що знаходився з правого боку корабля, зробив ще одну спробу атакувати зверху, дав по кораблю декілька черг, але зустрінутий двома кулеметами з корабля став швидко віддалятися. Решта вирушили за ним. Вогнем з ворожого літака пробитий маслобак 4-го двигуна РБВЗ».
Багато пізніше в Москві А. Туманский зустрів білого льотчика поручика 5-го авіазагону Павла Качана, якого підбили в тому бою! Виявляється кулеметник Михайлівський, той, що сидів в хвості пробив на його «Хевіленді» сорочку циліндрів мотора і радіатор. Качану ледь вдалось дотягнути до своїх.
Всього ж на Південно-Західному фронті кораблі Шкудова і Туманського з 1 по 18 вересня 1920 р. зробили 9 бойових польотів, в яких було скинуто близько 106 пудів бомб, 12 пудів стріл і 3 пуда агітлітератури. Цей період бойової роботи був найактивнішим в історії «Муромців», що служили в Червоній Армії.
Обидва кораблі I бойзагону наприкінці вересня перелетіли до Харкова. Потім вони були розібрані і перевозилися в ешелоні загону близько двох місяців маршрутом Харків — Апостолово — Користовка. Загін був тимчасово цей в розпорядження авіації 2-ї Кінної армії. На початку листопада 1920 р. на ст. Користовка було зібрано два кораблі. 21 листопада був здійснений останній бойовий політ «Іллі Муромця». «1-й бойовий корабель» пілотований А. С. Єременко отримав завдання «з'ясувати знаходження банд в районі сіл Хитке, Богоявленське». Корабель протягом годинного польоту поливав вогнем з чотирьох «Льюїсів» села Хитке, Богоявленське, Іванівка, Веселий Кут і Судьбодари.

## Схема

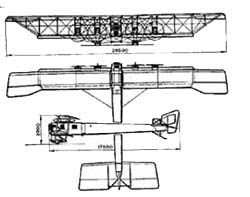
Схема

## 1921—1922рр. Повітряна лінія Москва— Орел— Харків. Стрільбом
Весною 1921 р. рішенням Радянського уряду була відкрита перша в РРФСР поштово-пасажирська авіалінія Москва — Харків. Для цієї мети виділили 6 кораблів Дивізіону. До того часу стан «Муромців» був такий: багато з них було зношено і пошарпано на фронтах громадянської війни, витримали багаторазові перевезення залізницею, неодноразові ремонти. І лише два кораблі (№ 282 і № 285) було зібрано відносно недавно і вважались новими.
Лінію Москва — Харків обслуговували два загони «Муромців». I загін Ступина П. М. (1-й, 2-й і 3-й кораблі) виконував рейси на ділянці Харків — Курськ — Орел. II загін (4-й, 5-й і 6-й кораблі), яким командував воєнлет А. К. Туманский, обслуговував ділянку Москва — Тула  — Орел. На аеродромі в Орлі літаки обох загонів обмінювалися вантажами і пасажирами, заправлялися пальним і поверталися назад. Машини вже були зношені і не могли витримати дальніх перельотів. Штаб II загону А. Туманского, що знаходився в Москві, почав прийом від населення поштової кореспонденції і посилки. 1 травня 1921 р. «Ілля Муромець» Туманського вилетів з поштою і пасажирами на борту в перший рейс в Орел. І як згадував Туманський:
«Ми робили по два-три польоти в тиждень, перевозячи переважно пошту і відповідальних пасажирів. Пасажири були в захопленні від швидкості пересування, ми ж — екіпаж — раділи значно менше: кораблі наші були досить пошарпані, а більшість моторів давно вже відпрацювали всі свої ресурси. Тому рідкісний рейс обходився без пригод».
У січні 1922 р. II загін Туманського перевели до Бобруйська, на той аеродром, що був колись польським, де рівно 4 року назад знаходився з своїм «Київським» кораблем підполковник Й. С. Башко. Але саме незвичайне, що «5-й поштовий» № 285 (який перелетів до Бобруйська) був оснащений «Бердморами», знятими з «Київського» корабля!
На початок 1922 р. 1-й загін ДВК розібрав свої кораблі в Орлі і він як частина припинив своє існування.
За 43 (за інших відомостях було здійснено 76 рейсів) рейси, зроблених з 1 травня по 10 жовтня 1921 р. було перевезено 60 пасажирів і більше 2 тонн вантажів.
Зважаючи на остаточний знос матеріальної частини ДПК був ліквідований, його майно передане на створення нової школи Повітряної Стрілянини і Бомбометання (Стрільбом в Серпухові). У числі цього майна був «Муромець» з II загону Туманського (колишній «5-й поштовий» № 285). Голова ліквідаційної комісії, льотчик Б. Н. Кудрін в 1922—1923 рр. на цьому зношеному «Муромці» зробив близько 80 польотів. Це було останнє використання знаменитого повітряного корабля І. І. Сікорського — «Іллі Муромця».

## Технічні дані
| Ілля Муромець                 | ІМ-Б                             | ІМ-В                                 | ІМ-Г-1                             | ІМ-Д-1                             | ІМ-Е-1                             |
| Період виробництва            | 1913–1914 рр.                    | 1914–1915 рр.                        | 1915–1917 рр.                      | 1915–1917 рр.                      | з 1916 р.                          |
| Довжина, м                    | 19                               | 17,5                                 | 17,1                               | 15,5                               | 18,2                               |
| Розмах крил, верхніх, м       | 30,9                             | 29,8                                 | 30,9                               | 24,9                               | 31,1                               |
| Розмах крил, нижніх, м        |                                  | 21,0                                 |                                    |                                    |                                    |
| Площа крил, м²                | 150                              | 125                                  | 148                                | 132                                | 200                                |
| Маса порожнього, кг           | 3100                             | 3500                                 | 3800                               | 3150                               | 4800                               |
| Маса завантаженого, кг        | 4600                             | 5000                                 | 5400                               | 4400                               | 7000                               |
| Тривалість польоту, годин     | 5                                | 4,5                                  | 4                                  | 4                                  | 4,4                                |
| Стеля, м                      | 3000                             | 3500                                 | 3000                               | ?                                  | 2000                               |
| Швидкопідйомність             | 2000/30'                         | 2000/20'                             | 2000/18'                           | ?                                  | 2000/25'                           |
| Максимальна швидкість, км/год | 105                              | 120                                  | 135                                | 120                                | 130                                |
| Двигуни                       | 4 шт. «Argus» 140 к. с. (рядний) | 4 шт. «Руссобалт» 150 к. с. (рядний) | 4 шт. «Sunbeam» 160 к. с. (рядний) | 4 шт. «Sunbeam» 150 к. с. (рядний) | 4 шт. «Renault» 220 к. с. (рядний) |
| Скільки виготовлено           | 7                                | 30                                   | ?                                  | 3                                  | ?                                  |
| Екіпаж, чол.                  | 5                                | 5—6                                  | 5—7                                | 5—7                                | 6—8                                |
| Озброєння                     | 2 кулемети 350 кг бомб           | 4 кулемети 417 кг бомб               | 6 кулеметів 500 кг бомб            | 4 кулемети 400 кг бомб             | 5—8 кулеметів 300−500 кг бомб      |